# 印度巨松鼠
印度巨松鼠（学名：Ratufa indica）是一種巨型树栖松鼠。成鼠身長達14吋，重約2公斤。晝行，主食花、果和樹皮。特點是牠近乎紫色的毛。
种名indica意为印度的。